# Biblioteca Pública de Alamogordo
A Biblioteca Pública de Alamogordo é uma biblioteca localizada na cidade de Alamogordo, estado do Novo México, nos Estados Unidos. Foi fundada em 1900 e reformada em 1946, pouco depois dos testes nucleares na cidade.